# Dubrava kod Šibenika
Dubrava kod Šibenika falu Horvátországban Šibenik-Knin megyében. Közigazgatásilag Šibenikhez tartozik.

## Fekvése
Šibenik központjától 5 km-re keletre, Dalmácia középső részén fekszik. Két részből, Dubravából és Rakovo Selóból áll.

## Története
A település nevét egykor erdőkben gazdag határáról kapta. A középkori települést és Szent Mihály templomát 1415-ben említik először. Ekkor már Dalmáciával együtt velencei uralom alatt állt. 1797-ben a Velencei Köztársaság megszűnésével a Habsburg Birodalom része lett. 1806-ban Napóleon csapatai foglalták el és 1813-ig francia uralom alatt állt. Napóleon bukása után ismét Habsburg uralom következett, mely az első világháború végéig tartott. A településnek 1857-ben 316, 1910-ben 984 lakosa volt. Az I. világháború után rövid ideig az Olasz Királyság, ezután a Szerb-Horvát-Szlovén Királyság, majd Jugoszlávia része lett. 2011-ben a településnek 1185 lakosa volt.

## Lakosság
| Lakosság változása | Lakosság változása | Lakosság változása | Lakosság változása | Lakosság változása | Lakosság változása | Lakosság változása | Lakosság változása | Lakosság változása | Lakosság változása | Lakosság változása | Lakosság változása | Lakosság változása | Lakosság változása | Lakosság változása | Lakosság változása |
| ------------------ | ------------------ | ------------------ | ------------------ | ------------------ | ------------------ | ------------------ | ------------------ | ------------------ | ------------------ | ------------------ | ------------------ | ------------------ | ------------------ | ------------------ | ------------------ |
| 1857               | 1869               | 1880               | 1890               | 1900               | 1910               | 1921               | 1931               | 1948               | 1953               | 1961               | 1971               | 1981               | 1991               | 2001               | 2011               |
| 316                | 368                | 483                | 595                | 746                | 984                | 984                | 1.465              | 1.494              | 1.537              | 1.474              | 1.332              | 1.263              | 1.231              | 1.216              | 1.185              |

## Nevezetességei
- A Gyógyító Boldogasszony tiszteletére szentelt római katolikus plébániatemploma 1912-13-ban épült Josip Mitrović tervei szerint. Az építési területet még 1910-ben engedte át a község az egyháznak, hogy oda templomot és temetőt létesítsen. Kőből épített egyhajós épület, bejárata felett kerek ablakkal, homlokzata felett pengefalú harangtoronnyal. A harangtoronyban két harang található. Főoltára kőből épült, rajta a Boldogasszony 18. századi képével, kétoldalán Jézus Szíve és Szent József szobraival. Belsejét 1998-ban újították. A templom körül temető található.
- A Szent Mihály templom a falu déli részén a Vršina nevű magaslaton áll. Első említése 1415-ben történt, felszentelése 1444-ben volt. A templom román-gótikus stílusban épült. Több alkalommal is megújították, utoljára 1997-ben amikor új harangtornyot is kapott. Szentmisét évente csupán néhány alkalommal tartanak benne. A templom melletti temető 1910-ig működött a falu temetőjeként.
- Rakovo Selo Szent Antal templomát 1934-be kezdtél építeni, de az építést 1939-ben abbahagyták és csak 1988-ban folytatták. A templom végül 1990-re lett készen, felszentelése 1991-ben történt. A homlokzat feletti harangtoronyban két harang található. Az oltár mögött beton retabló áll, mely mögött a sekrestyébe lehet bejutni. A Szent Antal szobrot Branko Periša akadémiai festőművész restaurálta, a Lourdes-i Szűzanya szobrát Silvesatar Aračić misszionárius atya ajándékozta a templomnak. A templom mellett található a településrész temetője.

## Kultúra
A település művészeti és kulturális egyesülete a K UD-o "Dubrava kod Šibenika", melyet 2013. június 26-án alapítottak. Célja a helyi énekek, táncok, népviselet és népszokások őrzése és bemutatása. Az egyesület jelenleg negyven tagot számlál.